# Овод (фильм, 1980)
«О́вод» — советский трёхсерийный телевизионный художественный фильм 1980 года режиссёра Николая Мащенко, поставленный по мотивам одноимённого романа Этель Лилиан Войнич. В фильме использована музыка композитора Вольфганга Амадея Моцарта и Генри Пёрселла.

## Сюжет
Фильм рассказывает о драматических отношениях между отцом и сыном. Фоном служит борьба итальянских патриотов против австрийских оккупантов за объединение и независимость Италии.

### Серия 1 «Память»
Студент Артур Бертон, сын богатого английского судовладельца из города Ливорно, серьёзно увлекается революционными идеями, целью которых является объединение Италии и освобождение её от австрийского гнёта. Старший брат Артура Джеймс и его жена Джулия откровенно недолюбливают Артура, и единственным близким человеком для него становится ректор духовной семинарии и его наставник епископ Монтанелли. Волей обстоятельств Артур ненадолго попадает в тюрьму, а выйдя оттуда, переживает серьёзную ссору со своей подругой и единомышленницей Джеммой. В тот же вечер, придя домой, он узнаёт от разгневанной Джулии, что на самом деле его отцом является Монтанелли. Артур решает скрыться в Южной Америке, имитируя свою гибель…

### Серия 2 «Джемма»
Артур возвращается в Италию под именем Феличе Ривареса, также он — популярный памфлетист по прозвищу Овод, известный своей нетерпимостью к служителям католической церкви. Здесь он снова встречается с Джеммой, но Джемма не узнаёт в нём, израненном и повзрослевшем, прежнего Артура, да и он сам не стремится раскрыть перед ней свою тайну. Несмотря на некоторые противоречия, Овод и Джемма начинают подготовку к вооружённому восстанию в Папской области. Во время одной из деловых поездок Овод под видом странника встречается в соборе со своим отцом Монтанелли, который уже стал кардиналом и твёрдо уверен в смерти Артура. Прямо в соборе Овода арестовывают гвардейцы и отправляют в тюрьму…

### Серия 3 «Отец и сын»
Друзья Овода пытаются устроить ему побег из тюрьмы, который срывается из-за внезапного приступа хронической болезни Овода. Монтанелли приходит к нему в камеру для духовной беседы, но Овод не хочет идти ни на какой компромисс, постоянно выказывая своё неприязненное отношение к Монтанелли. В конце концов, он открывает свою тайну кардиналу, но принять помощь от священника отказывается. Вскоре Овода расстреливают, а Монтанелли сходит с ума и умирает от разрыва сердца во время богослужения в соборе…

## Исполнители и роли

### В ролях
| Актёр                   | Роль                                                                                            |
| ----------------------- | ----------------------------------------------------------------------------------------------- |
| Андрей Харитонов        | итальянский подпольный революционер Артур Бертон (Феличе Риварес) под псевдонимом «Овод»        |
| Анастасия Вертинская    | Джемма Уоррен (Дженнифер, Джим, после замужества — Синьора Болла) возлюбленная Артура («Овода») |
| Сергей Бондарчук        | кардинал Лоренцо Монтанелли настоящий отец Артура                                               |
| Ада Роговцева           | Джули Бертон жена Джеймса Бертона                                                               |
| Константин Степанков    | австрийский полковник                                                                           |
| Константин Цанев        | Риккардо (озвучивает Андрей Харитонов)                                                          |
| Григоре Григориу        | Чезаре Мартини (озвучивает Леонид Филатов)                                                      |
| Глеб Слесаренко         | Джордано                                                                                        |
| Стефан Добрев           | Джованни Болла (озвучивает Виталий Дорошенко)                                                   |
| Гиви Тохадзе            | ректор семинарии Карди                                                                          |
| Картлос Марадишвили     | Джузеппе Мадзини (озвучивает Павел Морозенко)                                                   |
| Александр Заднепровский | Джеймс Бертон сводный старший брат Артура                                                       |
| Олег Чайка              | капитан Томмаси                                                                                 |
| Мирча Соцки-Войническу  | Марконе                                                                                         |
| Лали Гегучадзе          | синьора Грассини                                                                                |
| Валерий Шептекита       | синьор Грассини                                                                                 |
| Светлана Янковская      | Зитта                                                                                           |
| Алексей Колесник        | Микеле                                                                                          |
| Ирина Скобцева          | Глэдис Бертон мать Артура                                                                       |
| Пётр Слабаков           | Феррари                                                                                         |

### В эпизодах
- В. Богуцкий
- В. Борисенко
- Геннадий Будницкий
- З. Вафис
- Юрий Величко
- Евгений Гвоздёв
- Игорь Дмитриев — революционер
- Ю. Какакулин
- Николай Ковтуненко
- Алексей Мороз
- Юрий Нездыменко
- М. Окс
- Т. Олива
- Вера Саранова
- А. Струтинский
- Владимир Талашко — доктор
- Алим Федоринский
- Валентин Черняк — епископ
- А. Чечик
- Лев Олевский

## Съёмочная группа
- Авторы сценария: Валерий Фрид, Юлий Дунский
- Режиссёр-постановщик: Николай Мащенко
- Режиссёр: Николай Мокроусов
- Главный оператор: Сергей Стасенко
- Операторы: В. Атаманенко, В. Гапчук
- Художники-постановщики: по декорациям: Анатолий Добролежа по костюмам: Лидия Байкова, Людмила Ралько, Вячеслав Зайцев
- Редактор: Владимир Сосюра
- В фильме использованы из музыка Вольфганга Амадея Моцарта и Генри Перселла
- Звукооператоры: Н. Мацко, А. Кузьмин
- Монтаж: А. Голдабенко
- Грим: В. Гаркавый, М. Пилецкая, М. Чикирев
- Ассистенты режиссёра: А. Быков, А. Вишневский, В. Морозкин
- Директор фильма: Эдуард Русаков

- Государственный симфонический оркестр УССР
  - Дирижёр: Фёдор Глущенко
- Симфонический оркестр гостелерадио УССР
  - Дирижёр: Вадим Гнедаш

## Критика
В фильме Н. Мащенко «Овод» Войнич пересказал не только по-другому, то есть иными кинематографическими средствами, в ином стилистическом ключе, он рассказал о другом. Сюжет строится как череда испытаний, выпавших на долю того самого героя, суверенность которого поэтизировал фильм второй половины 50-х годов. Оттого подчёркнуты физические страдания героя, его внутренняя нервозность, напряжение.
— 

## Награды
- 1981 — Главный приз телевизионного фестиваля «Золотая нимфа» (Монте-Карло) — А. Харитонову за исполнение главной роли
- 1982 — Государственная премия УССР имени Т. Г. Шевченко — Режиссёру Н. Мащенко, исполнителям главных ролей А. Харитонову и С. Бондарчуку